# حسين بورحميدي
حسين بورحميدي (بالفارسية: حسین پورحمیدی)؛ وُلد في 26 مارس 1998) هو لاعب كرة قدم إيراني يشغل مركز حارس المرمى في نادي تراكتور سازي ضمن دوري المحترفين الإيراني، كما يلعب أيضًا مع المنتخب الإيراني.